# Merdereau
Der Merdereau ist ein Fluss in Frankreich, der in der Region Pays de la Loire verläuft. Er entspringt im Gemeindegebiet von Loupfougères, entwässert generell Richtung Ost bis Südost, erreicht den Regionalen Naturpark Normandie-Maine und mündet nach rund 26 Kilometern unterhalb von Saint-Paul-le-Gaultier als rechter Nebenfluss in die Sarthe. 
Auf seinem Weg durchquert der Merdereau die Départements Mayenne und Sarthe.

## Orte am Fluss
- Villaines-la-Juhel
- Averton
- Saint-Paul-le-Gaultier